# TraceTogether
TraceTogether é um aplicativo lançado pelo governo de Singapura que permite o rastreamento de contatos digitais usando o protocolo BlueTrace personalizado. O aplicativo foi desenvolvido pela Agência de Tecnologia do Governo e lançado em 20 de março de 2020. Desde o lançamento do aplicativo, 17% da população o baixou, o que significa mais de 900.000 downloads. Baixar, instalar e ativar (registrar) o aplicativo foi tornado obrigatório para uma parte significativa da população pelo governo, e funcionários do governo foram pressionados a instalar o aplicativo, com algumas agências tornando-o obrigatório. O aplicativo e o protocolo também foram de código aberto como OpenTrace e BlueTrace, respectivamente.

## Descrição
O TraceTogether adota uma abordagem distribuída, na qual os dispositivos participantes trocam informações de proximidade sempre que um aplicativo detecta outro dispositivo com o aplicativo TraceTogether instalado.
Para rastrear usuários, o Ministério da Saúde (MOH) emite IDs temporários anônimos, sensíveis ao tempo, usados para identificar o paciente para todos os terceiros. Quando dois usuários do aplicativo passam, ele usa as leituras RSSI (Indicador de Intensidade de Sinal Relativo Bluetooth) entre dispositivos ao longo do tempo para aproximar a proximidade e a duração de um encontro entre dois usuários. Essas informações de proximidade e duração são armazenadas no telefone por 21 dias consecutivos. Depois que um usuário dá positivo para infecção, o Ministério da Saúde trabalha com ele para mapear sua atividade nos últimos 14 dias e solicita o log de contato. O usuário não pode se recusar legalmente a compartilhá-lo.

### Eficácia do aplicativo
No entanto, em maio de 2020, apenas 17% da população instalou o aplicativo, o que limitou a utilidade do aplicativo. O uso do aplicativo é limitado por limitações técnicas, como a necessidade de executar o aplicativo em primeiro plano em dispositivos iOS e o consumo de bateria mas foi corrigido na versão 2.1 do aplicativo, lançada em 3 de julho de 2020.

## Uso
O TraceTogether é conveniente e fácil de usar. Basta baixar o aplicativo, inserir o número de telefone (Etapa 1), conceder permissões ao aplicativo (Etapa 2), ativar o Bluetooth (Etapa 3) e deixar o aplicativo em execução (Etapa 4).

## Privacidade e Dados
O TraceTogether foi projetado explicitamente para preservar a privacidade dos usuários, mas, ao contrário das abordagens alternativas favorecidas em outros países, não é anônimo, pois os participantes precisam registrar o aplicativo usando seu número de telefone e número de registro nacional.